# 29 de março
29 de março é o 88.º dia do ano no calendário gregoriano (89.º em anos bissextos). Faltam 277 dias para acabar o ano.

## Eventos históricos

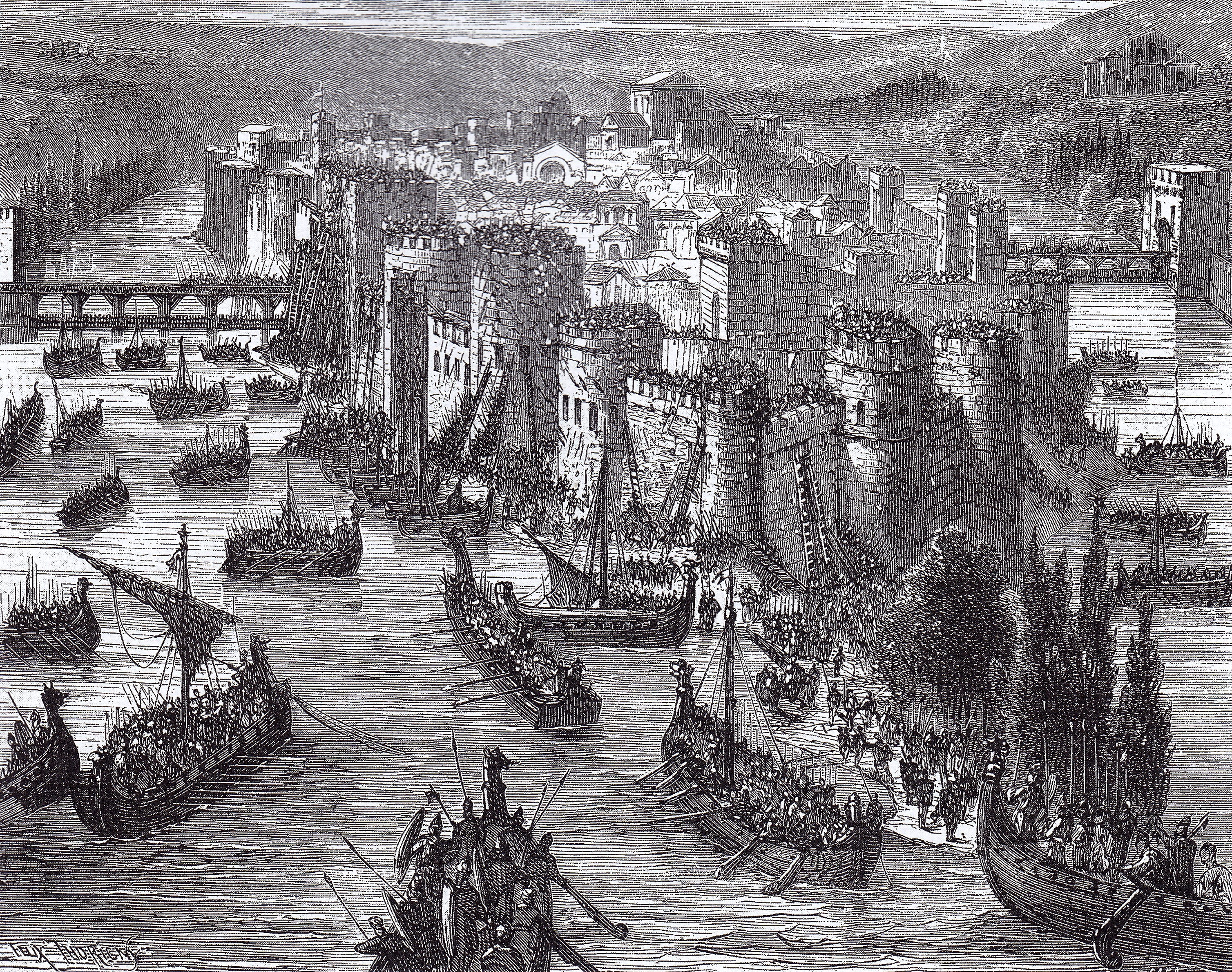
845: Cerco de Paris por invasores vikings

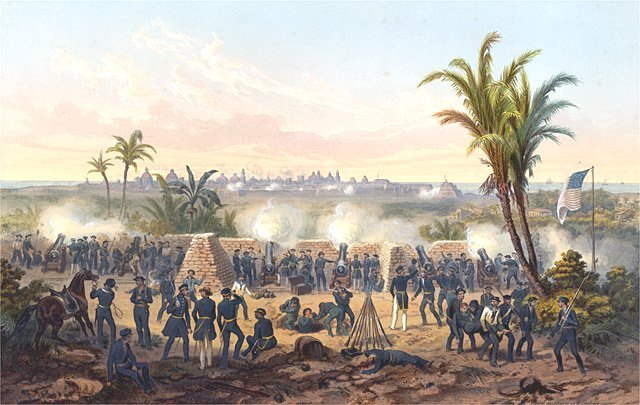
1847: Cerco de Veracruz

1871: Inauguração do Royal Albert Hall

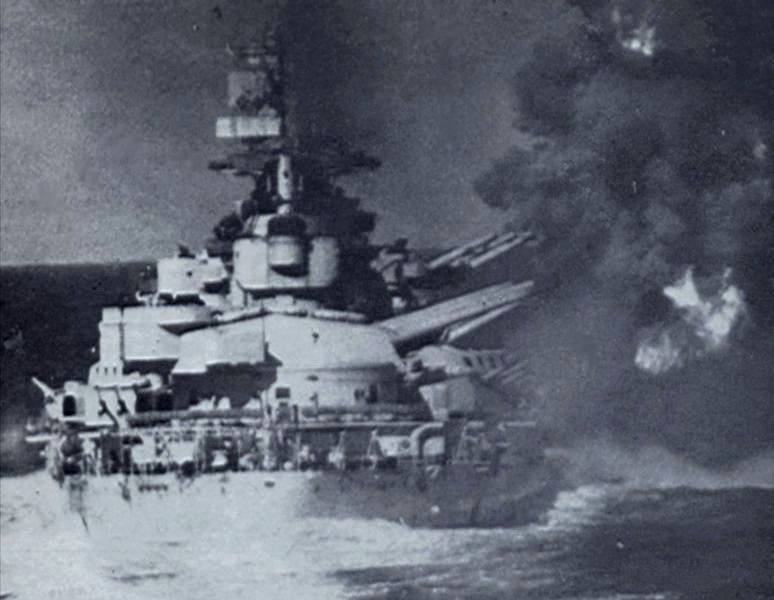
1941: Batalha do Cabo Matapão

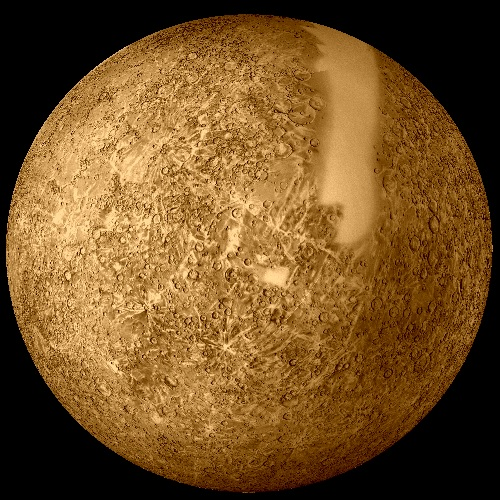
1974: Mercúrio visto da Mariner 10

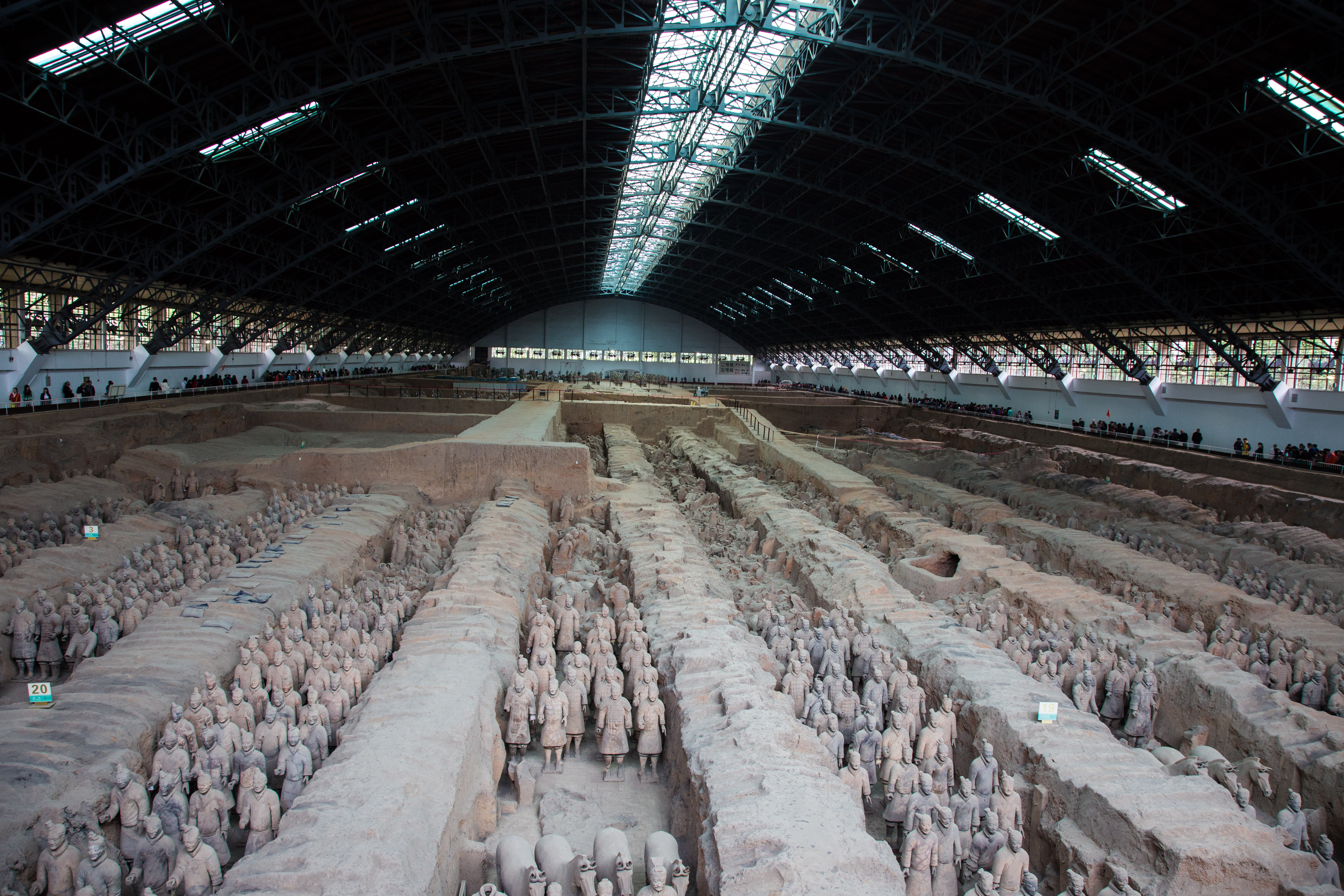
1974: descobrimento do Exército de terracota

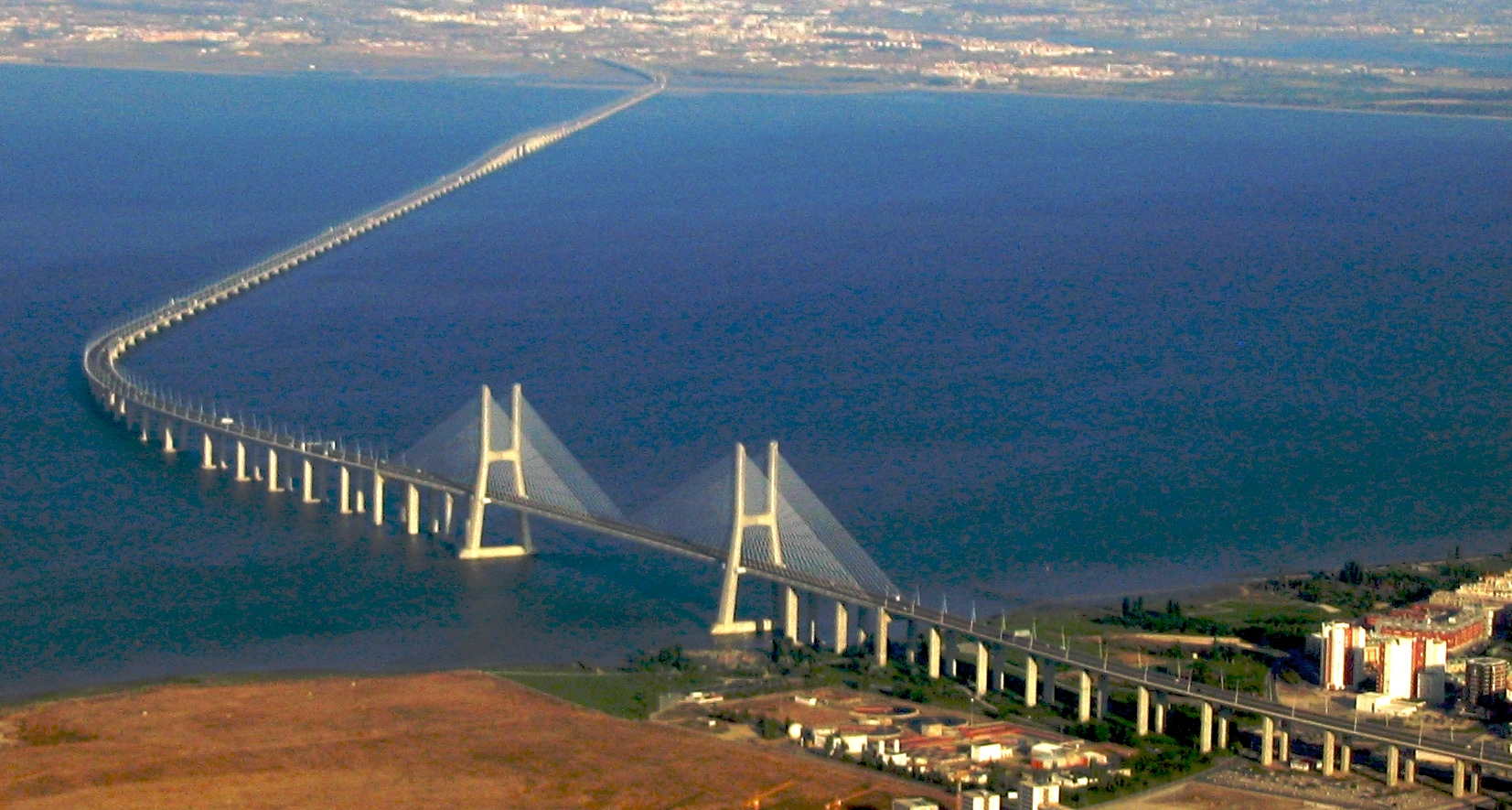
1998: Ponte Vasco da Gama, sobre o rio Tejo

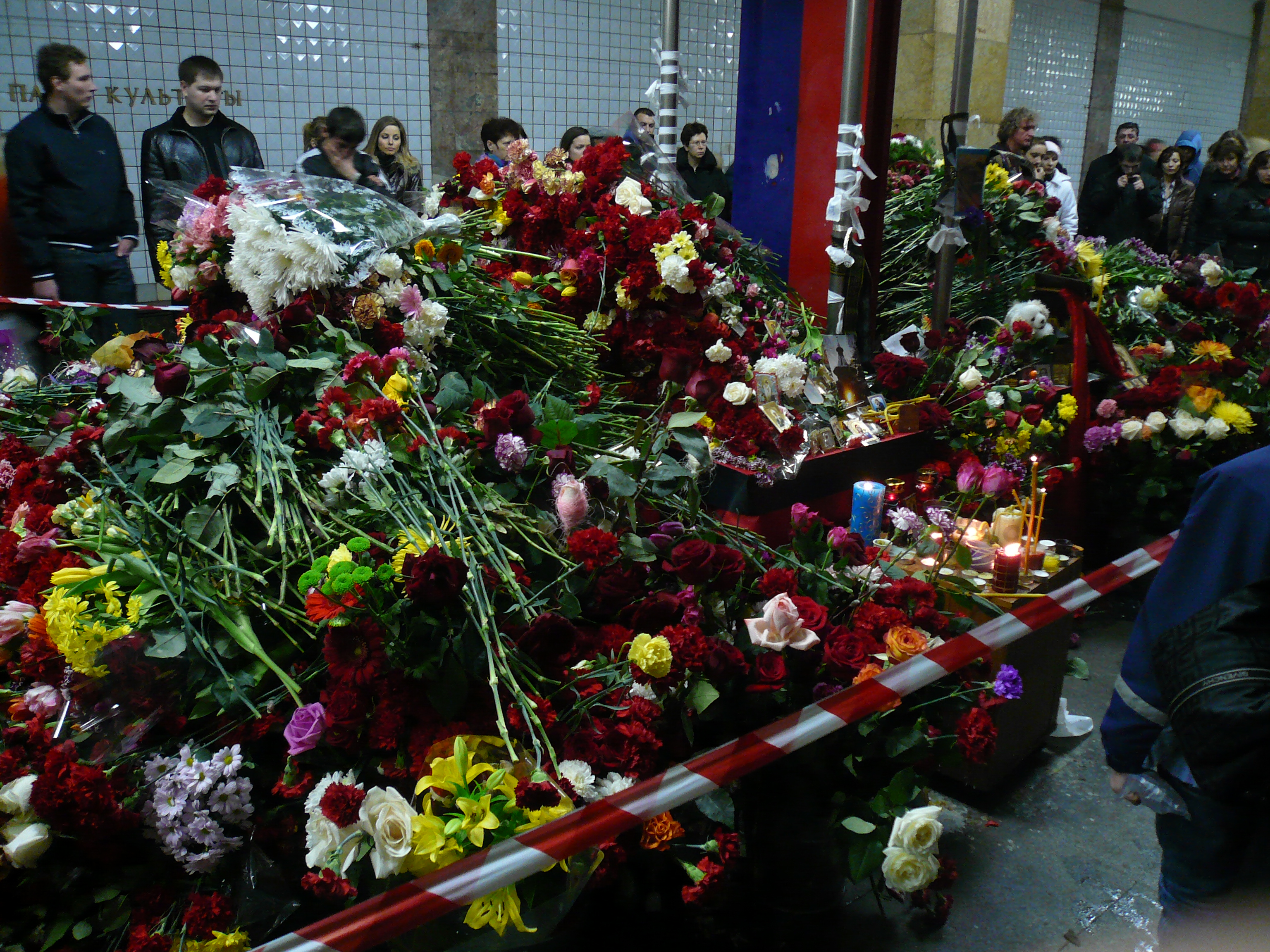
2010: Atentados terroristas no Metropolitano de Moscou

- 0502 — O rei Gundebaldo expede um novo código legal (Lex Burgundionum) em Lyon, que submete os galo-romanos e os burgúndios às mesmas leis.
- 0845 — Paris é saqueada por invasores viquíngues, provavelmente sob o comando de Ragnar Lodbrok, que recebeu um enorme resgate para deixar a cidade.
- 1430 — O Sultanato Otomano, sob o governo de Murade II, captura a cidade romana (bizantina) de Tessalônica da República de Veneza.
- 1461 — Guerra das Rosas: Batalha de Towton – Eduardo de Iorque derrota a Rainha Margarida e se torna rei Eduardo IV da Inglaterra.
- 1500 — César Bórgia recebe o título de Capitão-geral da Igreja e Gonfaloneiro da Igreja de seu pai o Papa Alexandre VI após voltar de suas conquistas na Romanha.
- 1549
  - Tomé de Sousa, que havia sido nomeado pela Coroa Portuguesa como o primeiro governador-geral do Brasil chegou à Bahia trazendo colonos, jesuítas (entre eles Manuel da Nóbrega), funcionários e o Regimento.
  - É fundada a cidade de Salvador na Bahia, primeira capital do Estado do Brasil, estado colonial do Reino de Portugal.
- 1638 — Colonos suecos fundam o primeiro assentamento europeu no que hoje é o estado estadunidense de Delaware, chamando-o de Nova Suécia.
- 1693 — O capitão-povoador paulista, Mateus Leme, funda a Vila de Nossa Senhora da Luz dos Pinhais, que veio a ser o município brasileiro de Curitiba.
- 1792 — O rei Gustavo III da Suécia morre após ter sido baleado nas costas, 13 dias antes, em um baile de máscaras em Estocolmo. É sucedido por Gustavo IV Adolfo.
- 1807 — O asteroide Vesta é descoberto por Heinrich Olbers. O nome do asteroide homenageia a deusa romana Vesta.
- 1809 — O rei Gustavo IV Adolfo da Suécia abdica devido a um golpe de Estado. Na Dieta de Porvoo, os quatro estamentos da Finlândia prometem fidelidade ao imperador Alexandre I da Rússia, dando origem à secessão do Grão-ducado da Finlândia da Suécia.
- 1847 — Guerra Mexicano-Americana: as forças dos Estados Unidos, lideradas pelo general Winfield Scott, tomam Veracruz após um cerco.
- 1849 — O Reino Unido anexa o Panjabe.
- 1857 — O sipai Mangal Pandey, do 34.º Regimento, convoca a infantaria nativa de Bengala a se rebelar contra o domínio da Índia pela Companhia Britânica das Índias Orientais e inspira a Rebelião Indiana de 1857.
- 1858 — Inaugurada a Estrada de Ferro Central do Brasil, antes da Proclamação da República, em 1889, a ferrovia denominava-se Estrada de Ferro D. Pedro II.
- 1865
  - Segunda intervenção francesa no México: A frota francesa desembarca tropas em Guaymas.
  - Guerra de Secessão Americana: início da Campanha de Appomattox. As forças legalistas sob o comando de Philip Sheridan, deslocam-se para flanquear as forças dos separatistas comandados por Robert E. Lee.
- 1867 — A Rainha Vitória dá o Consentimento Real aos Atos da América do Norte Britânica, que criam o Domínio do Canadá em 1 de julho.
- 1871 — O Royal Albert Hall, em Londres, é inaugurado pela rainha Vitória do Reino Unido.
- 1879 — Guerra Anglo-Zulu: Batalha de Kambula: conquistadores britânicos derrotam 20 000 zulus no que é hoje a África do Sul.[1]
- 1882 — Primeiro voo no Rio de Janeiro de um balão dirigível, Le Victoria, e terceiro voo no mundo, por Júlio César Ribeiro de Sousa.
- 1886
  - Wilhelm Steinitz vence Johannes Zukertort e consagra-se o 1.º Campeão Mundial de Xadrez.
  - John Pemberton fabrica o primeiro lote de Coca-Cola em um quintal em Atlanta, Estados Unidos.
- 1907 — O general francês Hubert Lyautey ocupa a cidade de Oujda, no nordeste de Marrocos.
- 1911 — A pistola M1911 .45 ACP torna-se a arma secundária oficial do Exército dos Estados Unidos.
- 1934 — Um ano após a chegada ao poder de Adolf Hitler na Alemanha, Albert Einstein, físico alemão de origens judaicas, perde a cidadania alemã.
- 1936 — Na Alemanha, Adolf Hitler recebe 99% dos votos favoráveis em um referendo para ratificar a reocupação ilegal da Renânia pela Alemanha, recebendo 44,5 milhões de votos dos 45,5 milhões de votos registrados.
- 1941 — Segunda Guerra Mundial: as forças da Marinha Real Britânica e da Marinha Real Australiana derrotam as da Marinha Real Italiana na costa do Peloponeso da Grécia na Batalha do Cabo Matapão.
- 1945 — Segunda Guerra Mundial: último dia de ataques das bombas voadoras V-1 na Inglaterra.
- 1947 — Revolta malgaxe contra o domínio colonial francês em Madagascar.
- 1951 — Guerra Fria: os espiões estadunidenses, mas que estavam a serviço da União Soviética, Julius e Ethel Rosenberg são condenados por espionagem.
- 1962 — Arturo Frondizi, presidente da Argentina, é retirado do governo por um golpe militar das Forças Armadas argentinas, pondo fim a uma crise constitucional de 11½ dias.
- 1968 — Houve um protesto de 50 mil pessoas no centro do Rio de Janeiro, contra a ditadura no Brasil.
- 1971
  - Guerra do Vietnã: Massacre de Mỹ Lai: O tenente William Calley é condenado por assassinato premeditado e condenado à prisão perpétua.
  - Um júri de Los Angeles, Estados Unidos condena à pena de morte Charles Manson e três de suas seguidoras.
- 1972 — Ocorre a Chacina de Quintino, ação policial de agentes da ditadura militar no Brasil, e que culminou na morte de militantes da resistência armada contra a repressão política no Rio de Janeiro.
- 1973 — Guerra do Vietnã: os últimos soldados dos Estados Unidos deixam o Vietnã do Sul.
- 1974
  - A sonda Mariner 10, da NASA, é a primeira a sobrevoar Mercúrio.
  - Agricultores locais do distrito de Lintong, Xian, província de Xianxim, China, descobrem o Exército de terracota, enterrado juntamente com Qin Shihuang, o primeiro imperador da China, no século III a.C.
- 1982 — O Canada Act é assinado pela rainha Elizabeth II do Reino Unido.
- 1990 — O parlamento da Tchecoslováquia é incapaz de chegar a um acordo sobre como chamar o país após a queda do comunismo, desencadeando a chamada Guerra do Hífen.
- 1998 — Inauguração da Ponte Vasco da Gama, sobre o rio Tejo.
- 2004
  - Bulgária, Estônia, Lituânia, Letônia, Eslovênia, Romênia e Eslováquia tornam-se membros da OTAN.
  - A República da Irlanda torna-se o primeiro país no mundo a proibir o uso do fumo em todos os locais de trabalho, bares e restaurantes.
- 2006 — Programa Espacial Brasileiro: o primeiro astronauta do Brasil Marcos Pontes, parte do Centro de Lançamento de Baikonur, na nave Soyuz TMA-8, para a Estação Espacial Internacional.
- 2010 — Duas mulheres-bomba atacam o sistema metropolitano de Moscou na hora de maior movimento da manhã, matando 40 pessoas.
- 2017 — A primeira-ministra Theresa May invoca o artigo 50.º do Tratado da União Europeia, dando início formal à retirada do Reino Unido da União Europeia.
- 2019 — Rompimento de barragem em Machadinho d'Oeste, no estado de Rondônia, Brasil, deixa cerca de cem famílias isoladas.[2]

## Nascimentos

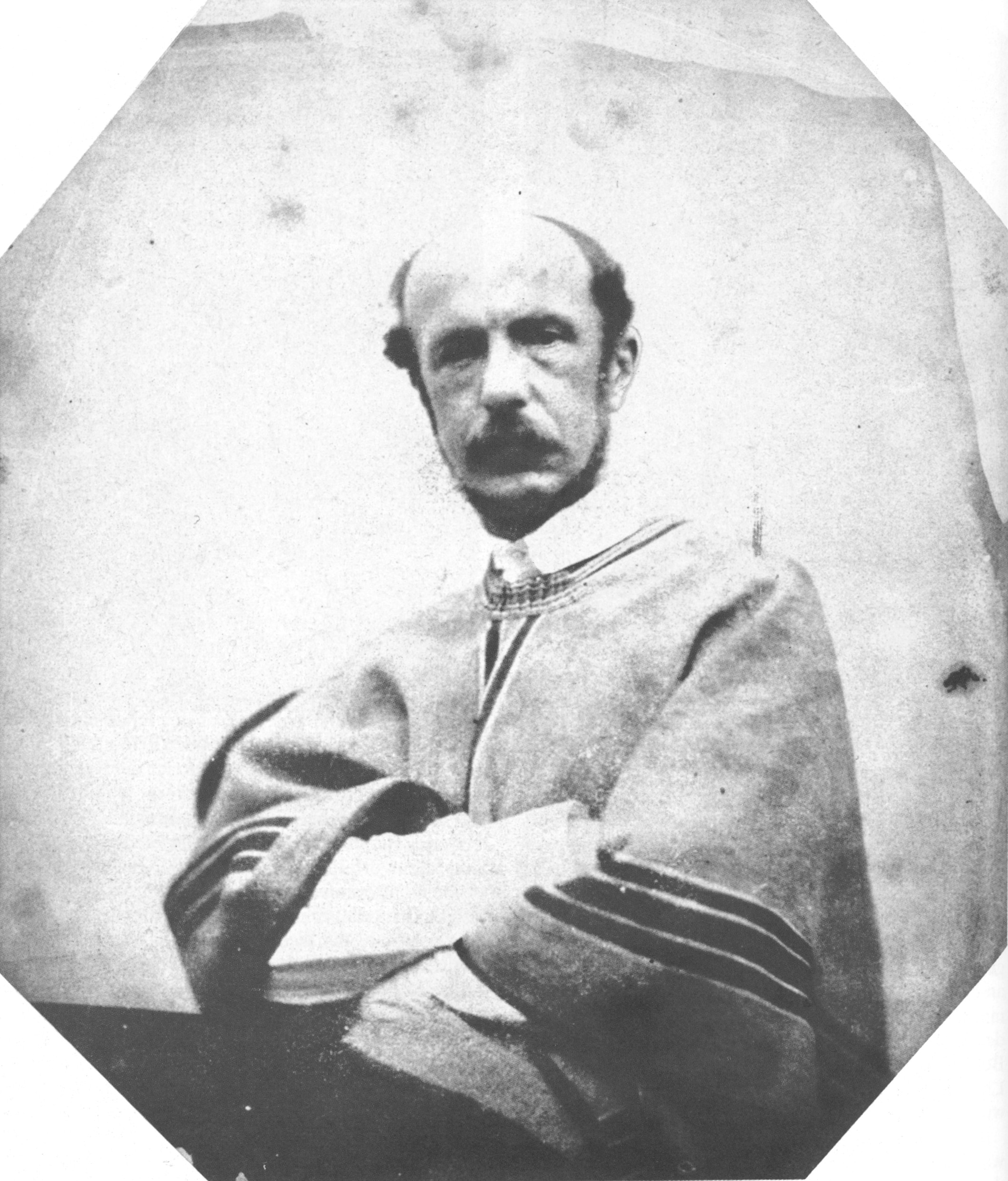
Johann Moritz Rugendas

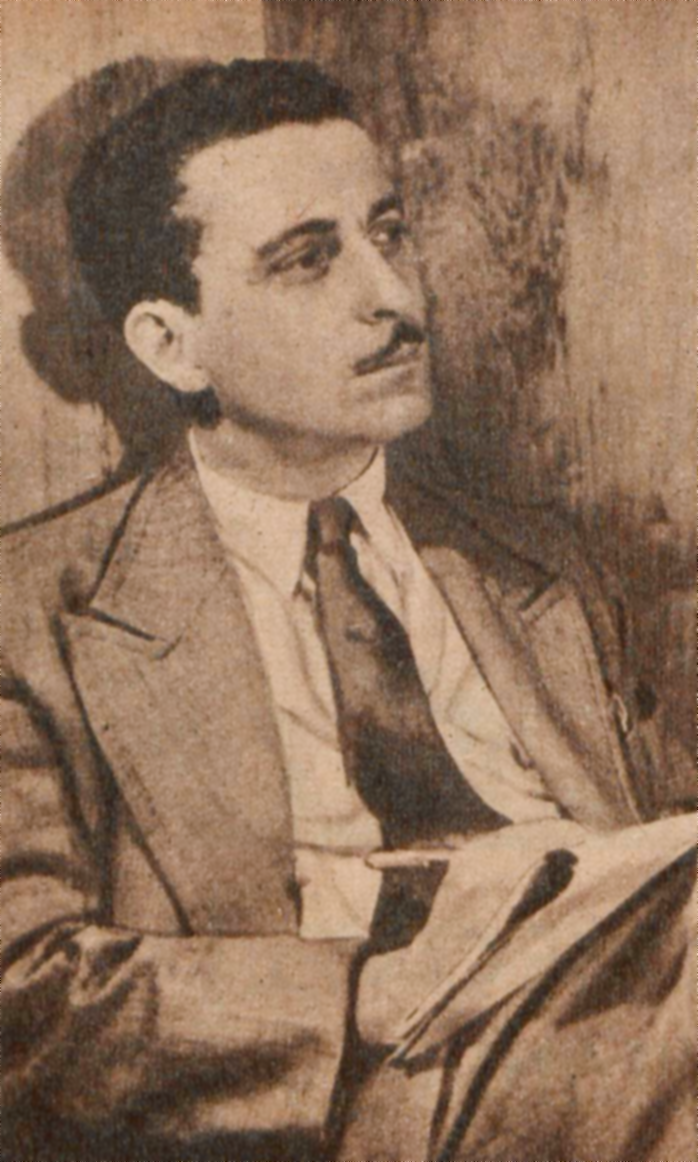
Braguinha

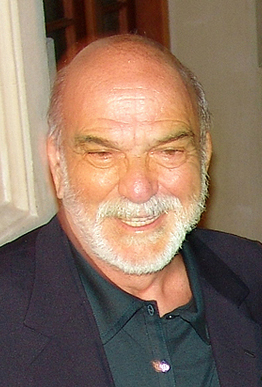
Lima Duarte

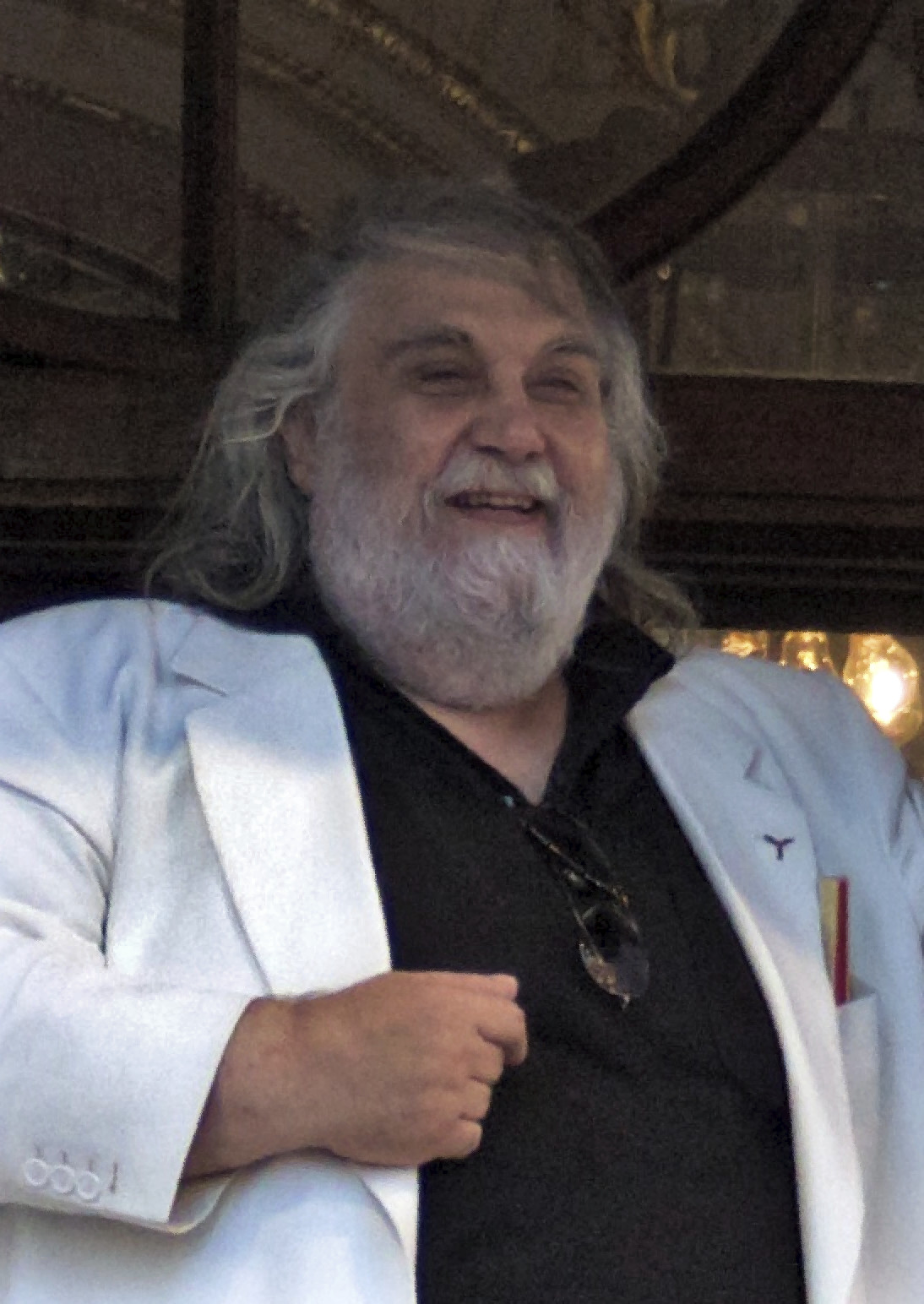
Vangelis

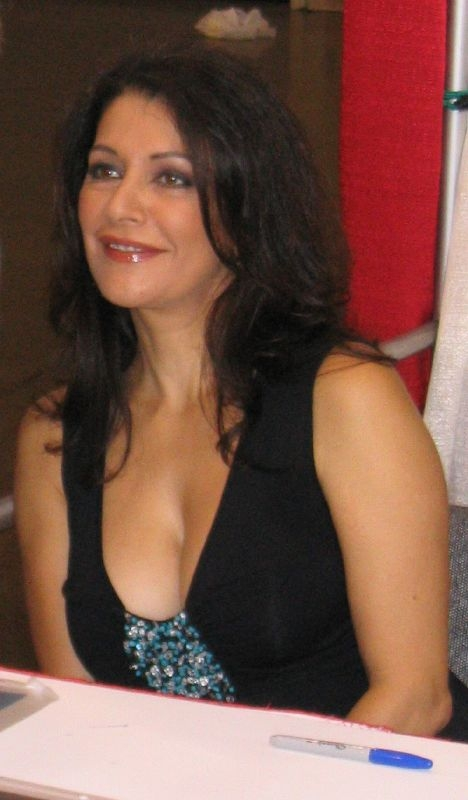
Marina Sirtis

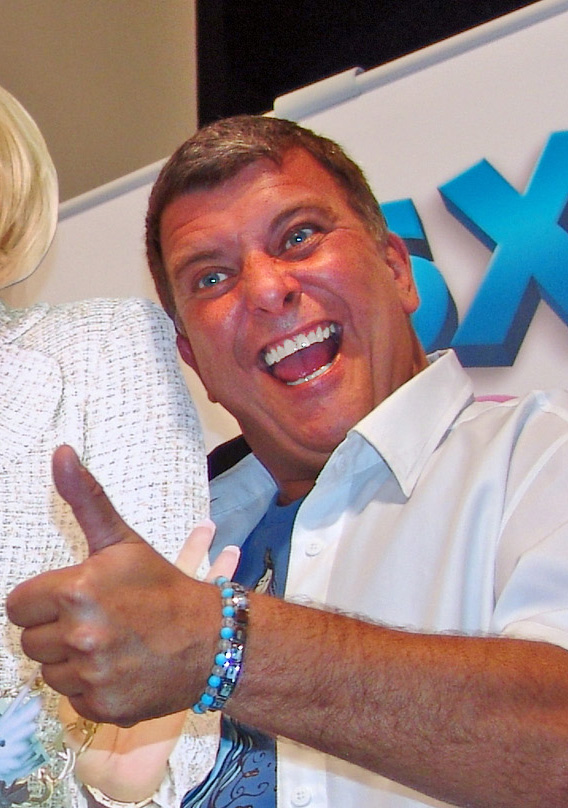
Jorge Fernando

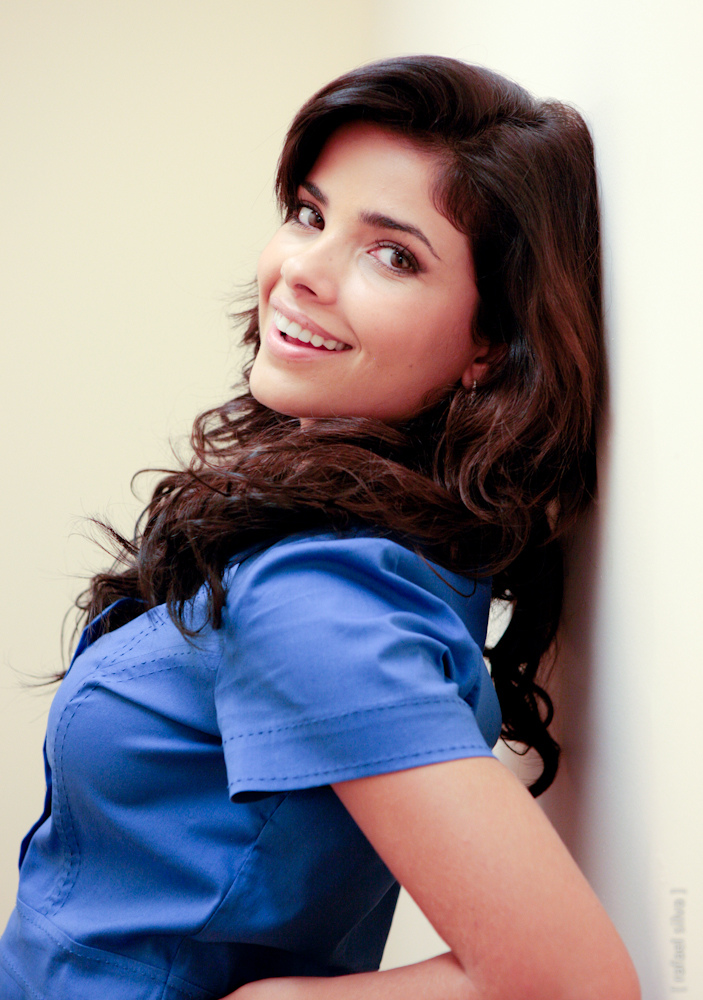
Vanessa Giácomo

### Anteriores ao século XIX
- 1001 — Sokkate, rei da Birmânia (m. 1044).
- 1187 — Artur I, Duque da Bretanha (m. 1203).
- 1517 — Carlo Carafa, cardeal italiano (m. 1561).
- 1553 — Vitsentzos Kornaros, poeta e dramaturgo grego (m. 1614).
- 1561 — Santorio Santorio, biólogo italiano (m. 1636).
- 1735 — Johann Karl August Musäus, escritor alemão (m. 1787).
- 1746 — Carlo Maria Bonaparte, juiz assessor francês (m. 1785).
- 1769 — Nicolas Jean de Dieu Soult, general e político francês (m. 1851).
- 1776 — Bento Pereira do Carmo, magistrado e político português (m. 1845).
- 1779
  - William Baldwin, botânico estado-unidense (m. 1819).
  - Edward Smith-Stanley, político britânico (m. 1869).
- 1788 — Carlos de Bourbon, Conde de Molina, nobre espanhol (m. 1855).
- 1790 — John Tyler, advogado e político americano (m. 1862).
- 1799 — Edward Smith-Stanley, 14.º Conde de Derby, político britânico (m. 1869).

### Século XIX
- 1802 — Johann Moritz Rugendas, pintor paisagista alemão (m. 1858).
- 1816 — Tsultrim Gyatso, líder religioso tibetano (m. 1877).
- 1819 — Edwin Laurentine Drake, empresário estado-unidense (m. 1880).
- 1821 — Karl Gustav Adolf Knies, economista alemão (m. 1898).
- 1824 — Ludwig Büchner, fisiologista, médico e filósofo alemão (m. 1899).
- 1826 — Wilhelm Liebknecht, jornalista e político alemão (m. 1900).
- 1835 — Emil Odebrecht, empresário brasileiro (m. 1912).
- 1860
  - Francisco Meneguzzo, escultor brasileiro (m. 1930).
  - Christen Christiansen Raunkiær, botânico dinamarquês (m. 1938).
- 1866
  - Luigi Francescon, religioso italiano (m. 1964).
  - Raimundo Artur de Vasconcelos, militar e político brasileiro (m. 1922).
- 1867 — Cy Young, jogador e treinador de beisebol estado-unidense (m. 1955).
- 1869 — Edwin Lutyens, arquiteto britânico (m. 1944).
- 1873 — Tullio Levi-Civita, matemático e acadêmico italiano (m. 1941).
- 1875 — António Pereira Inácio, empresário brasileiro (m. 1951).
- 1876 — Friedrich Traun, atleta e tenista alemão (m. 1908).
- 1879 — Alan Gardiner, egiptólogo britânico (m. 1963).
- 1885 — Dezső Kosztolányi, escritor e poeta húngaro (m. 1936).
- 1887 — Albert Cushing Read, aviador estado-unidense (m. 1967).
- 1889
  - Howard Lindsay, produtor, dramaturgo, libretista, diretor e ator estado-unidense (m. 1968).
  - Warner Baxter, ator estado-unidense (m. 1951).
- 1890 — Willibald Freiherr von Langermann und Erlencamp, militar alemão (m. 1942).
- 1891 — Alfred Neubauer, automobilista austríaco (m. 1980).
- 1892 — József Mindszenty, cardeal húngaro (m. 1975).
- 1893
  - Amílcar Barbuy, futebolista brasileiro (m. 1965).
  - Nicolau Bley Neto, político brasileiro (m. 1941).
- 1895 — Ernst Jünger, filósofo e escritor alemão (m. 1998).
- 1896 — Wilhelm Ackermann, matemático alemão (m. 1962).
- 1899
  - Lavrentiy Beria, general e político georgiano-russo (m. 1953).
  - Napoleão de Alencastro Guimarães, político brasileiro (m. 1964).
- 1900 — Bill Aston, automobilista britânico (m. 1974).

### Século XX

#### 1901–1950
- 1902 — William Walton, compositor britânico (m. 1983).
- 1905 — Ernesto Pereira Lopes, médico e político brasileiro (m. 1993).
- 1906 — James Bausch, decatleta e jogador de futebol americano estado-unidense (m. 1974).
- 1907
  - João de Barro, cantor, compositor e produtor brasileiro (m. 2006).
  - Elizabeth Thomas, egiptóloga estado-unidense (m. 1986).
- 1908 — Dennis O'Keefe, ator e roteirista americano (m. 1968).
- 1911 — Luís Mesquita de Oliveira, futebolista brasileiro (m. 1983).
- 1912
  - Luis Antônio Pimentel, poeta e memorialista brasileiro (m. 2015).
  - Hanna Reitsch, aviadora alemã (m. 1979).
- 1913 — Carvalhinho, compositor brasileiro (m. 1970).
- 1916
  - Peter Geach, filósofo e acadêmico britânico (m. 2013).
  - Eugene McCarthy, poeta e político estado-unidense (m. 2005).
- 1918
  - Pearl Bailey, cantora e atriz estado-unidense (m. 1990).
  - Sam Walton, empresário estado-unidense (m. 1992).
- 1919 — Eileen Heckart, atriz americana (m. 2001).
- 1920 — Pierre Moinot, escritor francês (m. 2007).
- 1923
  - Geoff Duke, motociclista britânico (m. 2015).
  - Hernán Carrasco Vivanco, treinador de futebol chileno (m. 2023).
- 1924
  - Poty Lazzarotto, artista plástico brasileiro (m. 1998).
  - Paul Naghdi, engenheiro estado-unidense (m. 1994).
- 1925 — David Tsimakuridze, lutador georgiano (m. 2006).
- 1926
  - Lino Aldani, escritor italiano (m. 2009).
  - Moshe Sanbar, banqueiro e economista húngaro-israelense (m. 2012).
- 1927
  - John McLaughlin, jornalista e produtor americano (m. 2016).
  - John Vane, farmacologista e acadêmico britânico, ganhador do Prêmio Nobel (m. 2004).
- 1928
  - Vincent Gigante, boxeador e mafioso americano (m. 2005).
  - Hernán Carrasco Vivanco, treinador de futebol chileno (m. 2023).
- 1929
  - Richard Lewontin, biólogo, geneticista e acadêmico americano (m. 2021).
  - Lennart Meri, diretor e político estoniano (m. 2006).
- 1930
  - Lima Duarte, ator, diretor e dublador brasileiro.
  - Anerood Jugnauth, advogado e político mauriciano (m. 2021).
- 1931
  - Aleksei Gubarev, general, aviador e astronauta russo (m. 2015).
  - Arne Selmosson, futebolista sueco (m. 2002).
- 1934 — Abraham Klein, ex-árbitro de futebol israelense.
- 1935 — Wolfgang Uhlmann, enxadrista alemão (m. 2020).
- 1936
  - Richard Rodney Bennett, compositor e educador anglo-americano (m. 2012).
  - Sérgio de Azevedo, empresário e produtor de teatro português (m. 2006).
- 1937 — Smarck Michel, empresário e político haitiano (m. 2012).
- 1938 — Manuel Monteiro de Castro, religioso português.
- 1939 — Terence Hill, ator, diretor e produtor italiano.
- 1940
  - Astrud Gilberto, cantora e compositora brasileira (m. 2023).
  - Viktor Serebryanikov, futebolista e treinador de futebol ucraniano (m. 2014).
  - Ruth Flowers, DJ britânica (m. 2014).
  - Mario Velarde, futebolista e treinador de futebol mexicano (m. 1997).
  - Victorino Silva, cantor e compositor de música gospel brasileiro.
- 1941
  - Joseph Hooton Taylor, astrofísico e astrônomo americano, ganhador do Prêmio Nobel.
  - Julio César Cortés, ex-futebolista e treinador de futebol uruguaio.
- 1942
  - Scott Wilson, ator estadunidense (m. 2018).
  - Luis Carlos Guedes Pinto, engenheiro agrônomo brasileiro.
- 1943
  - Eric Idle, ator e comediante britânico.
  - John Major, banqueiro e político britânico.
  - Vangelis, músico e compositor grego (m. 2022).
  - Antonio Fernando Costella, escritor, pintor e gravador brasileiro.
- 1944
  - Terry Jacks, cantor, compositor, guitarrista e produtor musical canadense.
  - Eduardo Prado Coelho, escritor português (m. 2007).
  - Jane Hawking, educadora e escritora britânica.
  - Nana Akufo-Addo, político ganês.
- 1945
  - Walt Frazier, ex-jogador de basquete e comentarista esportivo americano.
  - Billy Thorpe, cantor, compositor, guitarrista e produtor anglo-australiano (m. 2007).
  - Gilbert Hottois, filósofo belga (m. 2019).
- 1947
  - Robert Gordon, cantor e ator americano (m. 2022).
  - Alexander Viktorenko, cosmonauta soviético (m. 2023).
  - Lúcio Kodato, fotógrafo brasileiro.
- 1948
  - Bud Cort, ator americano.
  - Fernando Tordo, cantor e compositor português.
- 1949
  - Michael Brecker, saxofonista e compositor estado-unidense (m. 2007).
  - Pauline Marois, assistente social e política canadense.
  - Marco-Aurelio De Paoli, químico brasileiro.
- 1950 — Mory Kanté, músico guineano (m. 2020).

#### 1951–2000
- 1951
  - Nick Ut, fotógrafo vietnamita.
  - Neca Setubal, banqueira e socióloga brasileira.
  - Roger Myerson, economista estado-unidense.
- 1952
  - John Hendricks, empresário americano.
  - Teófilo Stevenson, boxeador e engenheiro cubano (m. 2012).
  - Bola Tinubu, contador e político nigeriano.
  - Rainer Bonhof, ex-futebolista alemão.
  - Jorge Lafond, ator, comediante, dançarino e transformista brasileiro (m. 2003).
- 1954
  - Patrice Neveu, treinador de futebol francês.
  - Gérard Soler, ex-futebolista francês.
  - Willy Wellens, ex-futebolista belga.
  - Ahmed Dogan, político búlgaro.
- 1955
  - Marina Sirtis, atriz anglo-americana.
  - Jorge Fernando, diretor de TV, teatro e cinema e ator brasileiro (m. 2019).
  - Brendan Gleeson, ator irlandês.
- 1956
  - Eduardo Meditsch, ensaísta brasileiro.
  - Ferenc Csongrádi, ex-futebolista húngaro.
  - Kurt Thomas, ginasta estado-unidense (m. 2020).
- 1957 — Christopher Lambert, ator franco-americano.
- 1958
  - Pedro Bial, jornalista e produtor brasileiro.
  - Nouriel Roubini, economista e acadêmico turco-americano.
  - Victor Salva, diretor, produtor e roteirista americano.
  - Marc Silvestri, editor e desenhista americano.
- 1959
  - Perry Farrell, cantor, compositor e músico americano.
  - Hique Gomez, músico, compositor e humorista brasileiro.
- 1960
  - József Kardos, futebolista húngaro (m. 2022).
  - Hiromi Tsuru, dubladora japonesa (m. 2017).
  - Jo Nesbø, escritor e músico norueguês.
- 1961
  - Elsa Galvão, atriz portuguesa.
  - Gary Brabham, ex-automobilista anglo-australiano.
  - Jan Kohout, diplomata e político tcheco.
  - Michael Winterbottom, diretor e produtor britânico.
  - Amy Sedaris, atriz e comediante estado-unidense.
- 1962
  - Billy Beane, ex-jogador e treinador de beisebol americano.
  - Cléber Machado, locutor esportivo e apresentador de televisão brasileiro.
  - Abel Galinha, empresário e político brasileiro.
- 1963 — Jill Watson, ex-patinadora artística estado-unidense.
- 1964
  - Catherine Cortez Masto, advogadoa e política americana.
  - Annabella Sciorra, atriz estado-unidense.
  - Elle Macpherson, modelo e atriz australiana.
  - Eduardo Villegas, ex-futebolista e treinador de futebol boliviano.
- 1965
  - William Oefelein, astronauta estado-unidense.
  - Dominic Littlewood, apresentador de televisão britânico.
  - Voula Patoulidou, ex-atleta e política grega.
- 1966
  - Krasimir Balakov, ex-futebolista e treinador de futebol búlgaro.
  - Mirco Gennari, ex-futebolista samarinês.
  - Sérgio China, ex-futebolista e treinador de futebol brasileiro.
  - Jeroen Dijsselbloem, político neerlandês.
- 1967
  - Michel Hazanavicius, diretor, roteirista e produtor de cinema francês.
  - Nathalie Cardone, atriz e cantora francesa.
- 1968 — Lucy Lawless, atriz e cantora neozelandesa.
- 1969
  - Kim Batten, atleta americano.
  - Shinichi Mochizuki, matemático japonês.
  - Alan Budikusuma, ex-jogador de badminton indonésio.
- 1970 — Ruth England, atriz britânica.
- 1971 — Milton Wynants, ex-ciclista uruguaio.
- 1972
  - Rui Costa, ex-futebolista português.
  - Alex Ochoa, ex-jogador e treinador de beisebol cubano-americano.
  - Junichi Suwabe, dublador japonês.
  - Ajibade Babalade, futebolista e treinador de futebol nigeriano (m. 2020).
  - Sam Hazeldine, ator britânico.
- 1973
  - Marc Overmars, ex-futebolista e dirigente esportivo neerlandês.
  - Sebastiano Siviglia, ex-futebolista italiano.
  - Steve Smith, ex-atleta britânico.
  - Brad Bridgewater, nadador estado-unidense.
  - Tom Saintfiet, ex-futebolista e treinador de futebol belga.
- 1974
  - Marc Gené, ex-automobilista espanhol.
  - Renata Maranhão, jornalista brasileira.
  - Iarley, ex-futebolista e treinador de futebol brasileiro.
  - Iulian Filipescu, ex-futebolista romeno.
  - Fabinho Fontes, ex-futebolista brasileiro.
  - Cyril Julian, ex-jogador de basquete francês.
- 1975
  - Óscar Javier Morales, ex-futebolista uruguaio.
  - André Frateschi, ator, cantor e músico brasileiro.
  - Flávia Reis, atriz, comediante e roteirista brasileira.
- 1976
  - Igor Astarloa, ciclista espanhol.
  - Jennifer Capriati, ex-tenista estado-unidense.
  - Laura Montalvo, ex-tenista argentina.
- 1977
  - Bevan Docherty, triatleta neozelandês.
  - Kristina Brandi, ex-tenista porto-riquenha
- 1978 — Javier Farinós, ex-futebolista espanhol.
- 1979 — Estela Giménez, ginasta espanhola.
- 1980 — Bruno Silva, ex-futebolista uruguaio.
- 1981
  - Brian Skala, ator estado-unidense.
  - PJ Morton, produtor musical, cantor, compositor e músico estado-unidense.
- 1982
  - Paulo César Motta, ex-futebolista guatemalteco.
  - Kristin Hammarström, ex-futebolista sueca.
  - Marie Hammarström, ex-futebolista sueca.
  - Jay Ali, ator britânico.
  - Tiago Nené, poeta português.
- 1983
  - Vanessa Giácomo, atriz brasileira.
  - Efstathios Aloneftis, ex-futebolista cipriota.
  - Somen Tchoyi, ex-futebolista camaronês.
  - Donald Cerrone, lutador estado-unidense.
  - Jefferson William, jogador de basquete brasileiro.
  - Ed Skrein, ator e cantor britânico.
- 1984
  - Roman Kienast, ex-futebolista austríaco.
  - Juan Mónaco, ex-tenista argentino.
  - Li Martins, cantora brasileira.
  - Chavdar Yankov, ex-futebolista búlgaro.
  - Mohamed Bouazizi, ativista tunisiano (m. 2011).
- 1985
  - Renan Teixeira, ex-futebolista brasileiro.
  - Edwin Valencia, ex-futebolista colombiano.
  - Stuart Musialik, ex-futebolista australiano.
  - Mia Santoromito, jogadora de vôlei australiana.
  - Fernando Amorebieta, ex-futebolista venezuelano.
- 1986
  - Jardel Nivaldo Vieira, ex-futebolista brasileiro.
  - Romina Oprandi, ex-tenista italiana.
  - Yuri Alvear, judoca colombiana.
  - Ivan Ukhov, atleta russo.
- 1987
  - Gustavo Leão, ator brasileiro.
  - Lucas Viatri, futebolista argentino.
  - Dimitri Payet, futebolista francês.
  - Marcelo Oliveira Ferreira, ex-futebolista brasileiro.
  - Stephanie Parker, atriz britânica (m. 2009).
- 1988
  - Jesús Molina, ex-futebolista mexicano.
  - Jürgen Zopp, ex-tenista estoniano.
  - Haris Mehmedagić, ex-futebolista croata.
  - Marek Suchý, futebolista tcheco.
  - Gatito Fernández, futebolista paraguaio.
  - Adrian Kurek, ciclista polonês.
- 1989
  - Gianluca Freddi, ex-futebolista italiano.
  - Tomislav Barbarić, ex-futebolista croata.
  - James Tomkins, futebolista britânico.
  - Armando Parente, automobilista português.
  - Tomáš Vaclík, futebolista tcheco.
  - Arnold Peralta, futebolista hondurenho (m. 2015).
- 1990
  - Teemu Pukki, futebolista finlandês.
  - Mirlan Murzaev, futebolista quirguiz.
  - Fabio Felline, ciclista italiano.
  - Carlos Peña, futebolista mexicano.
  - Timothy Chandler, futebolista estado-unidense.
- 1991
  - Fabio Borini, futebolista italiano.
  - Hayley McFarland, atriz e cantora estado-unidense.
  - N'Golo Kanté, futebolista francês.
  - Marten de Roon, futebolista neerlandês.
  - Irene, cantora, rapper e dançarina sul-coreana.
- 1992
  - Chris Massoglia, ator estado-unidense.
  - Ignacio Ameli, futebolista argentino.
- 1993
  - Jonathan Becerra, ator e cantor mexicano.
  - Thorgan Hazard, futebolista belga.
  - Sebastián Pérez, futebolista colombiano.
  - Stephanie Vaquer, lutadora chilena.
- 1994
  - Óscar Whalley, futebolista espanhol.
  - Samuel Portugal, futebolista brasileiro.
  - Sulli, cantora e atriz sul-coreana (m. 2019).
- 1995 — Kay Felder, jogador de basquete norte-americano.
- 1996 — Richard Sánchez, futebolista paraguaio.
- 1997
  - Arón Piper, ator e cantor espanhol-alemão.
  - Josie Knight, ciclista britânica.
  - Ezequiel Ponce, futebolista argentino.
- 1998 — Júlia Maggessi, atriz brasileira.
- 1999
  - Stefano Manzi, motociclista italiano.
  - Ezequiel Barco, futebolista argentino.
  - Hana Hayes, atriz norte-americana.
  - Gabz, atriz e cantora brasileira.
- 2000
  - Gabriel Grando, futebolista brasileiro.
  - Caio Manhente, ator brasileiro.

### Século XXI
- 2001 — Gonçalo Borges, futebolista português.
- 2004 — Luiza Travassos, futebolista brasileira.

## Mortes

### Anteriores ao século XIX
- 87 a.C. — Wu de Han, imperador chinês (n. 157 a.C.).
- 57 — Guang Wudi, imperador chinês (n. 5 a.C.).
- 1058 — Papa Estêvão IX (n. 1020).
- 1368 — Go-Murakami, imperador japonês (n. 1328).
- 1461 — Henrique Percy, 3.º conde de Northumberland (n. 1421).
- 1629 — Jacob de Gheyn II, pintor e gravador neerlandês (n. 1565).
- 1697 — Nicolaus Bruhns, organista, violinista e compositor alemão-dinamarquês (n. 1665).
- 1704 — Jorge Frederico II de Brandemburgo-Ansbach (n. 1678).
- 1735 — Rodrigo da Silveira, 3.º Conde de Sarzedas (n. 1663).
- 1772 — Emanuel Swedenborg, astrônomo, filósofo e teólogo sueco (n. 1688).
- 1788 — Charles Wesley, missionário e poeta britânico (n. 1707).
- 1792 — Gustavo III da Suécia (n. 1746).
- 1800 — Marc-René de Montalembert, general e engenheiro francês (n. 1714).

### Século XIX
- 1803 — Gottfried van Swieten, bibliotecário e diplomata neerlandês-austríaco (n. 1733).
- 1808 — Francisco de Paula Freire de Andrade, nobre brasileiro (n. 1752).
- 1826 — Johann Heinrich Voss, poeta, tradutor e acadêmico alemão (n. 1751).
- 1829 — Cornelio Saavedra, general e político argentino (n. 1759).
- 1848 — John Jacob Astor, empresário teuto-estado-unidense (n. 1763).
- 1855 — Henri Druey, político suíço (n. 1799).
- 1866 — John Keble, religioso britânico (n. 1792).
- 1868 — Henrique Ernesto de Almeida Coutinho, poeta português (n. 1788).
- 1869 — John Pascoe Grenfell, militar britânico (n. 1800).
- 1873 — Francesco Zantedeschi, padre e físico italiano (n. 1797).
- 1877 — Alexander Karl Heinrich Braun, botânico alemão (n. 1805).
- 1887 — Martinho Álvares da Silva Campos, médico e político brasileiro (n. 1816).
- 1888 — Charles-Valentin Alkan, pianista e compositor francês (n. 1813).
- 1889 — Teófilo Dias, político e poeta brasileiro (n. 1854).
- 1891 — Georges Seurat, pintor francês (n. 1859).
- 1899 — Wilhelm Nylander, botânico e entomologista finlandês (n. 1822).

### Século XX
- 1912
  - Henry Robertson Bowers, tenente e explorador britânico (n. 1883).
  - Robert Falcon Scott, tenente e explorador britânico (n. 1868).
  - Edward Adrian Wilson, médico e explorador britânico (n. 1872).
- 1915
  - Manuel da Silva Rosa Júnior, militar e político brasileiro (n. 1840).
  - Rosalvo Ribeiro, pintor brasileiro (n. 1865).
  - William Wallace Denslow, ilustrador e caricaturista estado-unidense (n. 1856).
- 1917
  - Maximilian von Prittwitz, militar prussiano (n. 1848).
  - Alberto Torres, político e jornalista brasileiro (n. 1865).
- 1924 — Charles Villiers Stanford, compositor e maestro irlandês (n. 1852).
- 1925 — Alfredo Pereira, engenheiro e político português (n. 1853).
- 1937 — Karol Szymanowski, pianista e compositor polonês (n. 1882).
- 1939 — Gerardo Machado, político cubano (n. 1871).
- 1940 — Alexander Obolensky, militar e jogador de rúgbi russo-britânico (n. 1916).
- 1942
  - Félix Guisard, empresário brasileiro (n. 1862).
  - António Augusto de Castro Meireles, religioso português (n. 1885).
- 1947
  - William Berryman Scott, paleontólogo estado-unidense (n. 1858).
  - Hendrik van Gent, astrônomo neerlandês (n. 1900).
- 1949 — Paul Pinna, diretor de teatro e ator estoniano (n. 1884).
- 1954 — Walfredo Guedes Pereira, político brasileiro (n. 1882).
- 1956 — Afonso, Infante de Espanha (n. 1941).
- 1957 — Joyce Cary, romancista anglo-irlandês (n. 1888).
- 1970
  - Herbert Harold Read, geólogo britânico (n. 1889).
  - Lev Kulechov, cineasta e teórico do cinema russo (n. 1899).
- 1972
  - Maria Regina Lobo Leite Figueiredo, pedagoga e militante política brasileira (n. 1938).
  - Lígia Maria Salgado Nóbrega, militante política brasileira (n. 1947).
  - Antônio Marcos Pinto de Oliveira, militante político brasileiro (n. 1950).
- 1980
  - William Gemmell Cochran, estatístico britânico (n. 1909).
  - Mantovani, maestro e compositor ítalo-britânico (n. 1905).
- 1981
  - Eric Williams, historiador e político trinitário (n. 1911).
  - David Prophet, automobilista britânico (n. 1937).
- 1982
  - Walter Hallstein, acadêmico e político alemão (n. 1901).
  - Carl Orff, compositor e educador alemão (n. 1895).
- 1989 — Bernard Blier, ator francês (n. 1916).
- 1992
  - Paul Henreid, ator americano (n. 1908).
  - John Spencer, nobre britânico (n. 1924).
- 1993
  - Jessé, cantor e compositor brasileiro (n. 1952).
  - Juan Luis Martínez, poeta chileno (n. 1942).
- 1994 — Paul Grimault, animador francês (n. 1905).
- 1995
  - Waldemar Henrique da Costa Pereira, compositor brasileiro (n. 1905).
  - Jimmy McShane, cantor britânico (n. 1957).
  - Antony Hamilton, ator, modelo e dançarino anglo-australiano (n. 1952).
- 1996 — Frank Daniel, diretor, produtor e roteirista tcheco-americano (n. 1926).
- 1997
  - Célia Helena, atriz brasileira (n. 1936).
  - Aleksandr Ivanov, futebolista russo (n. 1928).
- 1998 — Paulo Ubiratan, diretor e produtor de telenovelas brasileiro (n. 1947).
- 1999
  - Gyula Zsengellér, futebolista húngaro (n. 1915).
  - Joe Williams, cantor americano (n. 1918).

### Século XXI
- 2003 — Carlo Urbani, médico e microbiologista italiano (n. 1956).
- 2004 — Lise de Baissac, agente e heroína de guerra mauriciana (n. 1905).
- 2005
  - Miltos Sachtouris, poeta e escritor grego (n. 1919).
  - Mitch Hedberg, comediante estado-unidense (n. 1968).
- 2007
  - Lloyd Brown, militar estado-unidense (n. 1901).
  - Adebayo Adefarati, político nigeriano (n. 1931).
- 2009
  - Maurice Jarre, compositor francês (n. 1924).
  - Vladimir Fedotov, futebolista e treinador de futebol russo (n. 1943).
  - Andy Hallett, ator e cantor estadunidense (n. 1975).
- 2010 — Armando Nogueira, jornalista brasileiro (n. 1928).
- 2011
  - Ângelo de Sousa, pintor e escultor português (n. 1938).
  - José Alencar, político brasileiro (n. 1931).
- 2015 — Beatriz Thielmann, jornalista brasileira (n. 1952).
- 2016 — Patty Duke, atriz americana (n. 1946).
- 2017 — Alexei Alexeevich Abrikosov, físico russo (n. 1928).
- 2018 — Emiliano Mondonico, futebolista e treinador de futebol italiano (n. 1947).
- 2019 — Agnès Varda, cineasta francesa (n. 1928).
- 2020
  - Joe Diffie, cantor americano (n. 1958).
  - Alan Merrill, músico americano (n. 1951).
  - Krzysztof Penderecki, compositor e maestro polonês (n. 1933).
- 2025
  - Marcos Vilaça, escritor, advogado, professor e poeta brasileiro (n. 1939).
  - Richard Chamberlain, ator estadunidense (n. 1934).

## Feriados e eventos cíclicos

### Internacional
- Taiwan — Dia da Juventude

### Brasil
- Aniversário do município de Pirajuí
- Aniversário do município de Salvador
- Aniversário do município de Curitiba

### Cristianismo
- Bertoldo da Calábria
- John Keble
- Raimundo Lúlio

## Outros calendários
- No calendário romano era o 4.º dia (IV) antes das calendas de abril.
- No calendário litúrgico tem a letra dominical D para o dia da semana.
- No calendário gregoriano a epacta do dia é ii.